# العلاقات الفيتنامية التايوانية
تُجرى العلاقات بين تايوان وفيتنام على مستوى غير رسمي، إذ تلتزم هانوي بسياسة صين واحدة وتعترف رسميًا بجمهورية الصين الشعبية فقط. وعلى الرغم من ذلك، لم يوقف هذا الزيارات الثنائية والتدفقات الكبيرة للمهاجرين ورأس المال الاستثماري بين تايوان وفيتنام. تعد تايوان رابع أكبر مصدر للاستثمار الأجنبي المباشر في فييتنام منذ عام 2006. يحتفظ كلا البلدين بمناصب تمثيلية، يمثل تايوان مكتب تايبيه الاقتصادي والثقافي في هانوي وفي مدينة هو تشي منه، في حين تمثَّل فيتنام من قبل مكتب فيتنام الاقتصادي والثقافي. 

## التاريخ

### فورموزا الهولندية
نُقل العبيد الفيتناميون من قبل شركة الهند الشرقية الهولندية إلى تايوان حين كانت تحت الحكم الهولندي، وأقام الهولنديون في تايوان تجارة مع فيتنام. كان لدى الهولنديين عبيد بامبانغ وعبيد كويناميين في مستعمرتهم في تايوان، وفي عام 1643 عرضوا مكافآت على حلفاء من السكان الأصليين كانوا على إعادة العبيد لهم عندما يهربون. شارك ثمانية عشر من العبيد الكويناميين والجاويين في هجوم هولندي ضد سكان تامالاكو الأصليين، إلى جانب 110 صينيين و225 جنديًا تحت قيادة الحاكم تراودينيوس في 11 يناير 1642. شارك 7 كويناميين و3 جاويين في رحلة استكشافية لصيد الذهب إلى جانب 200 صيني و218 جنديًا بقيادة التاجر كورنيليس سيزار منذ نوفمبر من عام 1645 حتى يناير من عام 1646. (كان «كوينام» الاسم الهولندي لكوتشينتشينا التي حكمها الأسياد النغويون الفيتناميون.انحاز الهولنديون إلى جانب أسياد ترينه في تونكين (شمال فيتنام) ضد أسياد نغوين في كوينام أثناء حرب ترينه نغوين وبالتالي كانوا معادين لكوينام. 

### العلاقة بفيتنام الجنوبية
بعد الحرب العالمية الثانية، وبموجب تفويض من الأمم المتحدة، أرسل تشيانغ كاي شيك 200 ألف جندي صيني تحت قيادة الجنرال لو هان إلى الهند الصينية شمال خط العرض السادس عشر، بهدف قبول استسلام قوات الاحتلال اليابانية. ظلت هذه القوات في الهند الصينية حتى عام 1946. استخدم الصينيون الحزب القومي الفيتنامي، وهو النسخة الفيتنامية من الكومينتانغ الصيني، لزيادة نفوذهم في الهند الصينية ووضع خصومهم تحت الضغط. هدد شيانغ كاي شيك الفرنسيين بالحرب لإجبارهم على التفاوض مع الزعيم الفيتنامي هو شي منه. في فبراير من عام 1946، أجبر شيانغ كاي شيك المستعمرين الفرنسيين على تسليم كافة امتيازاتهم في الصين والتخلي عن امتيازاتهم خارج الحدود الإقليمية، مقابل الانسحاب من شمال الهند الصينية والسماح للقوات الفرنسية بإعادة احتلال المنطقة. 
اعترفت فيتنام الجنوبية، في الوقت الذي كانت فيه موجودة، بجمهورية الصين بسبب سياسات البلدين المشتركة المناهضة للشيوعية. أقامت حكومة نغو دينه ديم علاقات رسمية مع الصين في عام 1955. كانت العلاقات بين الحكومتين وثيقة جدًا، وأفضل بكثير من علاقات جمهورية الصين مع الدول الأخرى التي طردت مستعمريها في جنوب شرق آسيا، تلقى تايبيه زيارات رئاسية من فيتنام الجنوبية أكثر من أي دولة أخرى في المنطقة. 
درس طلاب من فيتنام الجنوبية في مقاطعة تايوان، وقدمت تايبيه الدعم المادي واللوجستي إلى سايغون خلال حرب فيتنام. سعت الصين القومية إلى تزويد دول جنوب شرق آسيا بخبرتها المريرة والتي اكتسبتها بشق الأنفس في الشؤون المناهضة للشيوعية، وكانت فيتنام الجنوبية المستفيد الأول من هذه الدروس. كان هو لين سفير تايبيه في سايغون منذ عام 1964 حتى عام 1972، وهو جنرال في الجيش الصيني اكتسب خبرة عسكرية كبيرة خلال الحرب الأهلية الصينية. كانت تايبيه وسايغون توامة مدن. إلا أن العلاقات كانت متوترة أحيانًا، خصيصًا بشأن قضية الصينيين المغتربين في البلاد، كان الكثير منهم يحمل جنسية جمهورية الصين، تقدر تايبيه أعدادهم ب1.2 مليون. شعرت تايبيه بالاستياء من تقديرات سايغون المنخفضة لتعدادها السكاني، من بين أمور أخرى. 